# Немецкая охотничья колбаса

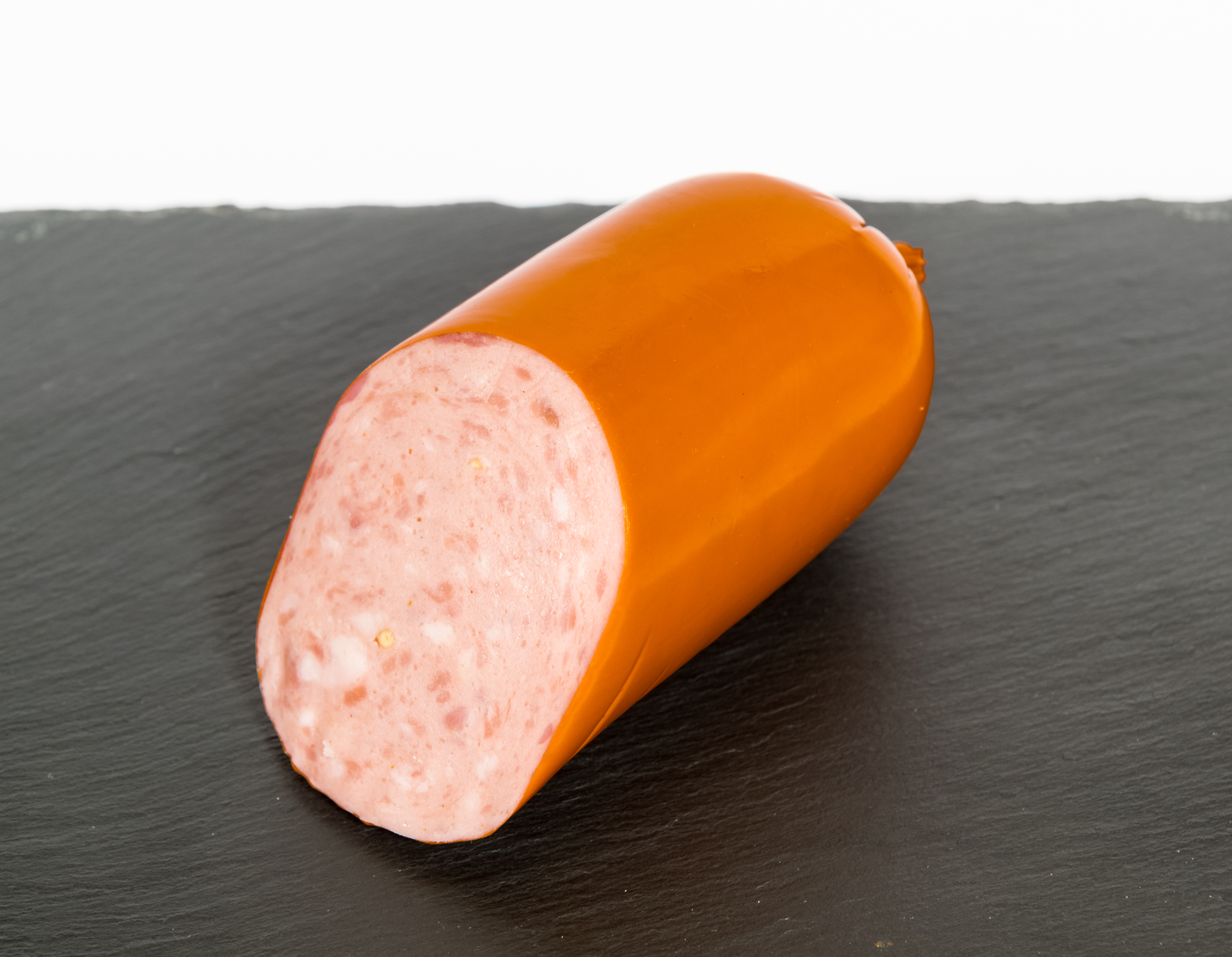
Ягдвурст в искусственной оболочке

Немецкая охотничья колбаса (я́гдвурст, нем. Jagdwurst) — классический в Германии сорт варёной колбасы с включениями свинины и частично говядины, которую потребляют в бутербродах на ужин или добавляют порезанной кубиками в картофельный суп или солянку. В ГДР охотничью колбасу в панировке обжаривали на сливочном масле или маргарине, такое блюдо с макаронами на гарнир называлось охотничий шницель, его часто давали на обед в детских садах и школьных столовых. В XVIII—XIX веках такая колбаса обычно входила в провиант немецких охотников, чем и объясняется её название.
Фарш для охотничьей колбасы готовят преимущественно из нежирной свинины с добавлением нитритной смеси и стабилизатора цвета и приправляют солью, перцем, чесноком, кориандром, имбирём и мускатным орехом. В подготовленный фарш на заключительном этапе добавляют свиную грудинку и снежный лёд. Охотничью колбасу обычно формуют в искусственную оболочку преимущественно оранжево-коричневого цвета или фасуют в жестяные банки или стеклянную посуду для консервирования. Вариантами охотничьей колбасы являются «кайзеровская охотничья колбаса» из исключительно постной свинины, а также региональные варианты: «северогерманская охотничья» с добавлением горчичного семени и «южногерманская охотничья» — с фисташками.